# Challenge Yves du Manoir
Die Challenge Yves du Manoir war ein bedeutendes Turnier der besten Rugby-Union-Mannschaften in Frankreich, das von 1932 bis 2003 ausgetragen wurde. Benannt war es nach dem Nationalspieler Yves du Manoir, der im Januar 1928 bei einem Flugzeugabsturz ums Leben gekommen war.

## Geschichte
Offiziell ins Leben gerufen wurde die Challenge Yves du Manoir am 21. September 1931 durch den Racing Club de France, unterstützt durch zwei weitere Vereine, CA Bègles und AS Montferrandaise. 1930 hatten zwölf Vereine beschlossen, aus der Fédération française de rugby (FFR) auszutreten und einen Konkurrenzverband zu gründen, die bis 1932 bestehende Union française de rugby amateur (UFRA). Damit protestierten sie gegen die zunehmende Gewalt auf dem Spielfeld und den schleichend zunehmenden Professionalismus, die 1931 schließlich zum Ausschluss Frankreichs aus dem Five-Nations-Turnier führten.
Obwohl der Racing Club nicht zu diesen Vereinen gehörte und bei der FFR blieb, war der Vorstand dennoch der Meinung, man müsse Rugby attraktiver gestalten. Für diesen Wettbewerb galten spezielle Regeln, die ein attraktives und schnelles Spiel förderten. Beispielsweise gab es keine Standardsituationen (weder Straftritte noch Erhöhungen), um das Spiel zu beschleunigen.
Die teilnehmenden Mannschaften wurden vom Racing Club de France eingeladen. Die Wettbewerbe in den Jahren 1932, 1933 und 1952 wurden im Round-Robin-System ausgetragen. In den übrigen Jahren kam nach der Round Robin ein Play-off im K.-o.-System hinzu. Der Sieger des Endspiels gewann den Pokal. Die Challenge war neben der regulären Meisterschaft der bedeutendste Wettbewerb in Frankreich.
Von 1940 bis 1951 fand die Challenge nicht statt; während dieser Zeit versuchte die FFR, den Coupe de France zu etablieren. 1996 legte die FFR die Challenge mit dem Coupe de France zur Trophée Du-Manoir Coupe de France zusammen. 2001 erfolgte der Namenswechsel in Coupe de la Ligue. 2003, im letzten Jahr seines Bestehens, hieß der Wettbewerb Challenge Sud-Radio.
In den letzten Jahren hatte die Challenge immer mehr an Bedeutung verloren, da die besten Spieler an den attraktiveren europäischen Pokalwettbewerben European Rugby Champions Cup und European Rugby Challenge Cup teilnahmen und neben der Meisterschaft einfach keine Zeit mehr hatten. Seit 2004 lebt der Wettbewerb unter dem Namen Tournoi National des Ecoles de Rugby weiter, allerdings handelt es sich hier um ein Turnier für Spieler unter 15 Jahren.

## Finalspiele
| Datum       | Meister                    | 2. Finalist           | Ergebnis    |
| ----------- | -------------------------- | --------------------- | ----------- |
| 1932        | SU Agen                    | Lyon OU               | Round Robin |
| 1933        | Lyon OU                    | SU Agen               | Round Robin |
| 1934        | Stade Toulousain RC Toulon | -                     | 0:0         |
| 1935        | USA Perpignan              | AS Montferrandaise    | 6:0         |
| 1936        | Aviron Bayonnais           | USA Perpignan         | 9:3         |
| 1937        | Biarritz Olympique         | USA Perpignan         | 9:3         |
| 1938        | AS Montferrandaise         | USA Perpignan         | 23:10       |
| 1939        | Section Paloise            | RC Toulon             | 5:0         |
| 1952        | Section Paloise            | Racing Club de France | Round Robin |
| 1953        | FC Lourdes                 | Section Paloise       | 8:0         |
| 1954        | FC Lourdes                 | RC Toulon             | 28:12       |
| 1955        | USA Perpignan              | SC Mazamet            | 22:11       |
| 1956        | FC Lourdes                 | USA Perpignan         | 3:0         |
| 1957        | US Dax                     | AS Montferrandaise    | 6:6         |
| 1958        | SC Mazamet                 | Stade Montois         | 3:0         |
| 1959        | US Dax                     | Section Paloise       | 12:8        |
| 1960        | Stade Montois              | AS Béziers            | 9:9         |
| 1961        | Stade Montois              | AS Béziers            | 17:8        |
| 1962        | Stade Montois              | Section Paloise       | 14:9        |
| 1963        | SU Agen                    | CA Brive              | 11:0        |
| 1964        | AS Béziers                 | Section Paloise       | 6:3         |
| 1965        | US Cognac                  | USA Perpignan         | 5:3         |
| 1966        | FC Lourdes                 | Stade Montois         | 16:6        |
| 1967        | FC Lourdes                 | RC Narbonne           | 9:3         |
| 1968        | RC Narbonne                | US Dax                | 14:6        |
| 1969        | US Dax                     | FC Grenoble           | 24:12       |
| 1970        | RC Toulon                  | SU Agen               | 25:22       |
| 1971        | US Dax                     | Stade Toulousain      | 18:8        |
| 1972        | AS Béziers                 | AS Montferrandaise    | 27:6        |
| 1973        | RC Narbonne                | AS Béziers            | 13:6        |
| 1974        | RC Narbonne                | CA Brive              | 19:10       |
| 1975        | AS Béziers                 | SU Agen               | 16:12       |
| 1976        | AS Montferrandaise         | SC Graulhet           | 40:12       |
| 1977        | AS Béziers                 | FC Lourdes            | 19:18       |
| 1978        | RC Narbonne                | AS Béziers            | 19:19       |
| 1979        | RC Narbonne                | AS Montferrandaise    | 9:7         |
| 1980        | Aviron Bayonnais           | AS Béziers            | 16:10       |
| 1981        | FC Lourdes                 | AS Béziers            | 25:13       |
| 1982        | US Dax                     | RC Narbonne           | 22:19       |
| 1983        | SU Agen                    | RC Toulon             | 29:7        |
| 1984        | RC Narbonne                | Stade Toulousain      | 17:13       |
| 1985        | RRC Nice                   | AS Montferrandaise    | 21:16       |
| 1986        | AS Montferrandaise         | FC Grenoble           | 22:15       |
| 1987        | FC Grenoble                | SU Agen               | 26:7        |
| 1988        | Stade Toulousain           | US Dax                | 15:13       |
| 1989        | RC Narbonne                | Biarritz Olympique    | 18:12       |
| 1990        | RC Narbonne                | FC Grenoble           | 24:19       |
| 1991        | RC Narbonne                | CA Bègles             | 24:19       |
| 1992        | SU Agen                    | RC Narbonne           | 23:18       |
| 1993        | Stade Toulousain           | Castres Olympique     | 13:8        |
| 1994        | USA Perpignan              | AS Montferrandaise    | 18:3        |
| 1995        | Stade Toulousain           | CA Bègles             | 41:20       |
| 1996        | CA Brive                   | Section Paloise       | 12:6        |
| 1997        | Section Paloise            | CS Bourgoin-Jallieu   | 13:11       |
| 1998        | Stade Toulousain           | Stade Français        | 22:15       |
| 1999        | Stade Français             | CS Bourgoin-Jallieu   | 27:19       |
| 2000        | Biarritz Olympique         | CA Brive              | 24:13       |
| 2001        | AS Montferrandaise         | FC Auch               | 34:24       |
| 2002        | Atlantique Stade Rochelais | Biarritz Olympique    | 23:19       |
| 2003 (März) | Atlantique Stade Rochelais | CS Bourgoin-Jallieu   | 22:20       |
| 2003 (Nov.) | Castres Olympique          | CS Bourgoin-Jallieu   | 27:26       |

1. ↑  Beide Mannschaften teilten sich den Sieg
2. ↑  Wiederholungsspiel, das erste Spiel endete 3:3
3. ↑  Der US Dax gewann aufgrund des tieferen Durchschnittsalters der Spieler!
4. ↑  Stade Montois erzielte mehr Versuche
5. ↑  RC Narbonne erzielte mehr Versuche

## Anzahl Titel
- RC Narbonne: 9
- FC Lourdes: 6
- Stade Toulousain: 5
- AS Béziers, SU Agen: 4
- AS Montferrandaise, Section Paloise, USA Perpignan, Stade Montois: 3
- Biarritz Olympique, Aviron Bayonnais, Stade Rochelais: 2
- CA Brive, FC Grenoble, Castres Olympique, Lyon OU, SC Mazamet, Stade Français, US Cognac, RRC Nice: 1